# CKY (filmer)
CKY (Camp Kill Yourself) är några filmer skapade av skateboardåkarna Bam Margera och Brandon DiCamillo. Det har gjorts fyra filmer: CKY Landspeed, CKY2K, CKY 3 och CKY 4: Latest & Greatest. Filmerna är egentligen en samling sketcher där Bam och hans vänner gör sig själva illa, driver med folk samt gör diverse andra mindre genomtänkta aktiviteter.